# Wrona brązowogłowa
Wrona brązowogłowa (Corvus fuscicapillus) – gatunek ptaka z rodziny krukowatych (Corvidae).

## Systematyka
Wyróżniono dwa podgatunki C. fuscicapillus:
- C. fuscicapillus fuscicapillus – zachodnia Nowa Gwinea i Wyspy Aru.
- C. fuscicapillus megarhynchus – wyspy na zachód od Nowej Gwinei (Gemien i Waigeo).

Międzynarodowy Komitet Ornitologiczny (IOC) obecnie (2020) uznaje ten gatunek za monotypowy.

## Występowanie
To endemiczny gatunek dla obszaru wschodniej Indonezji. Doniesienia z dolnego biegu rzeki Mamberamo i Nimbokrang (niedaleko miasta Jayapura) w północnej Papui dowodzą o większym jego rozpowszechnieniu niż początkowo sądzono.
Naturalnym siedliskiem wrony brązowogłowej są nizinne subtropikalne lub tropikalne pierwotne lasy wilgotne oraz subtropikalne lub tropikalne lasy mangrowe. Czasem też spotykana jest w lasach wtórnych, odrosłych po ścięciu. Rzadko można ją spotkać na otwartych przestrzeniach, a nigdy na wybrzeżach lub odległych wyspach. Występuje od nizin po tereny pagórkowate do 500 m n.p.m.

## Status
IUCN od 2023 roku uznaje wronę brązowogłową za gatunek najmniejszej troski (LC, Least Concern). Wcześniej, od 1994 roku miała status gatunku bliskiego zagrożenia (NT, Near Threatened), a od 1988 roku – gatunku najmniejszej troski (LC, Least Concern). Liczebność populacji nie jest oszacowana. Trend liczebności populacji oceniany jest jako spadkowy.
Populacja tego gatunku jest umiarkowanie mało liczna, co może prowadzić do miejscowej jej fragmentacji. Spadek liczebności wynika z utraty naturalnego biotopu przez wycinkę drzew, budowę kopalni kobaltu na Waigeo i zapory na rzece Mamberamo, choć nadal pozostaje wiele miejsc z odpowiednimi warunkami dla rozwoju gwarantującymi przetrwanie, w tym na obszarach chronionych.